# Siniaka-Minia Nationalpark
Siniaka-Minia Nationalpark ligger i regionerne Guéra og Moyen-Chari i Tchad. Det blev etableret som et IUCN kategori IV-område i 1965, der dækker et område på 4.260 km2 på grund af dens betydning for bevarelsen af sorte næsehorn. Siniaka-Minia har været forvaltet af nonprofitorganisationen African Parks siden 2017 i samarbejde med Tchads regering efter succesen med African Parks-partnerskabet i Zakouma Nationalpark.
I 2023 blev Siniaka-Minia opgraderet fra et reservat til en nationalpark. Ud over foranstaltninger mod krybskytteri angiver organisationen, at nogle af dens hovedprioriteter er overvågning af dyrelivet og udvikling af infrastruktur.

## Geografi
Parken er et stort sletteområde med en baggrund af et massiv, der hæver sig til en højde af 1.613 moh. Den afvandes af floderne  Siniaka og Dorioum, som er meget flygtige så kun nogle vandhuller forbliver tilbage i sommermånederne.

## Flora og fauna
Parken består af et bredt udvalg af økosystemer, fra savanner til vådområder. I  den sydlige del af reservatet er der sudanesisk savanne, mens vegetationen i nord består af tornede buske.
Selvom reservatet blev oprettet for det sorte næsehorn, førte krybskytteri til lokal udryddelse allerede  i slutningen af 1970'erne. Krybskytteri er stadig  en trussel mod områdets dyr.
Udover at bevare mange truede arter, indeholder reservatet også stor kudu, rødpandet gazelle, oribi, hesteantilope, løve og gepard.
I 2022 gennemførte African Parks en flytning af  over 900 bøfler fra Zakouma Nationalpark til Siniaka-Minia, hvilket var den største bøffelflytning nogensinde. En væsentlig del af dyrene kom fra en flok i udkanten af Zakouma, som var i fare for at sprede sig fra det beskyttede område og ud på landbrugsjordene i de nærliggende samfund.

## Bevarelse
Vilde dyr i reservatet er udsat for en grad af krybskytteri af velbevæbnede jægere, hvilket har gjort det vanskeligt at kontrollere, på grund af manglen på tilstrækkeligt personale og udstyr til at  overvåge området effektivt. Det  kræver vedvarende opmærksomhed, da der er et betydeligt antal pattedyrarter, som skal beskyttes. African Parks oplyser, at en af organisationens vigtigste prioriteter er at samarbejde med lokale retshåndhævende myndigheder og forbedre foranstaltninger mod krybskytteri.
Opgraderingen til nationalpark forårsagede problemer for de lokale landmænd. Ministeren for miljø, fiskeri og bæredygtig udvikling indvilligede i at hjælpe beboerne med adgang til vand samt andre foranstaltninger til at opretholde økonomien.